# Edorta Jiménez
Edorta Jiménez Ormaetxea (Mundaca, 8 de noviembre de 1953) es un escritor español. Cursó estudios de Formación Profesional en electrónica y de Magisterio en el campo de la filología vasca. Ha pasado por varios oficios: marinero, profesor, guionista de televisión y cine, traductor y periodista. Empezó a escribir hace tiempo, y en los últimos años se ha dedicado de lleno a la literatura.
Cuenta con una larga trayectoria, cultivando todos los géneros: literatura infantil y juvenil (George L. Steer. Gernikan izan zen kazetaria), crónica (Europako mugetan barrena), ensayo (Hemingway eta euskaldunak zerbitzu sekretuetan), narración (Laudanoa eta sutautsa), novela (Piztien itsasoa trilogia) y poesía, en esta última con el heterónimo de Omar Nabarro.

### Poesía
- Itxastxorien bindikapena 1985, Susa
- Egutegi esperimentala 1986, Susa
- Gizaeuropa 1986, Susa
- Gaua zulatzen duten ahausietan 1987, Susa
- Odoleko eskifaia 1989, Elkar
- XX. mendeko poesia kaierak - Omar Nabarro 2001, Susa
- Haragizko amoreak 2010, Susa

### Novela
- Speed gauak 1991, Susa
- Azken fusila 1993, Susa
- Kilkerren hotsak 2003, Susa
- Piztien itsasoa izeneko trilogía:
  - Baleen berbaroa 1999. Tafalla: Txalaparta. ISBN 978-84-8136-072-1
  - Sukar ustelaren urtea 2004. Txalaparta.
  - Azeria eta lehoia 2007. Txalaparta.

### Narrativa
- Atoiuntzia 1990, Susa
- Manhattan 1994, Elkar
- Hemen datzana da 1995, Elkar
- Laudanoa eta sutautsa 1996, Tafalla: Txalaparta. ISBN 978-84-8136-025-7
- Urdaibaiko ipuin eta kondairak 1996, Alfaguara-Zubia

### Otros
- Itzala itzuli zenekoa (haur eta gazte literatura) 1997, Elkar
- Europako mugetan barrena (kronika) 2001. Tafalla: Txalaparta. ISBN 978-84-8136-203-9
- Hemingway eta euskaldunak zerbitzu sekretuetan (saiakera) 2003, Susa
- George L. Steer, Gernikan izan zen kazetaria (biografía) 2004. Tafalla: Txalaparta. ISBN 978-84-8136-367-8
- Robert Capa (biografía) 2005, Elkar
- Koioteren arrastoa (kronika) 2006, Susa
- Stock 13 (erotikoa) 2009, Tafalla: Txalaparta. ISBN 978-84-8136-567-2